# فضل الله دندش
فضل الله دندش (1924 - 2007)، نائب لبناني راحل، وأحد شيوخ العشائر اللبنانية في منطقة البقاع. ولد في بلدة دورس في قضاء بعلبك في العام 1924، وكان من مشايخ عشيرة آل دندش، وانتخب نائبا في البرلمان اللبناني، وسعى مع السيد موسى الصدر في تأسيس المجلس الإسلامي الشيعي الأعلى. توفي يوم 13 حزيران من العام 2007 عن عمر ناهز 83 عاما ودفن في بلدة العين في بعلبك.